# 4e régiment étranger
Le 4e régiment étranger, ou 4e RE, est le régiment de formation de la Légion étrangère dans l'Armée de terre française. Il est stationné à Castelnaudary depuis 1976, après avoir été initialement basé à Corte (Corse). Il n'est pas projetable en opération.

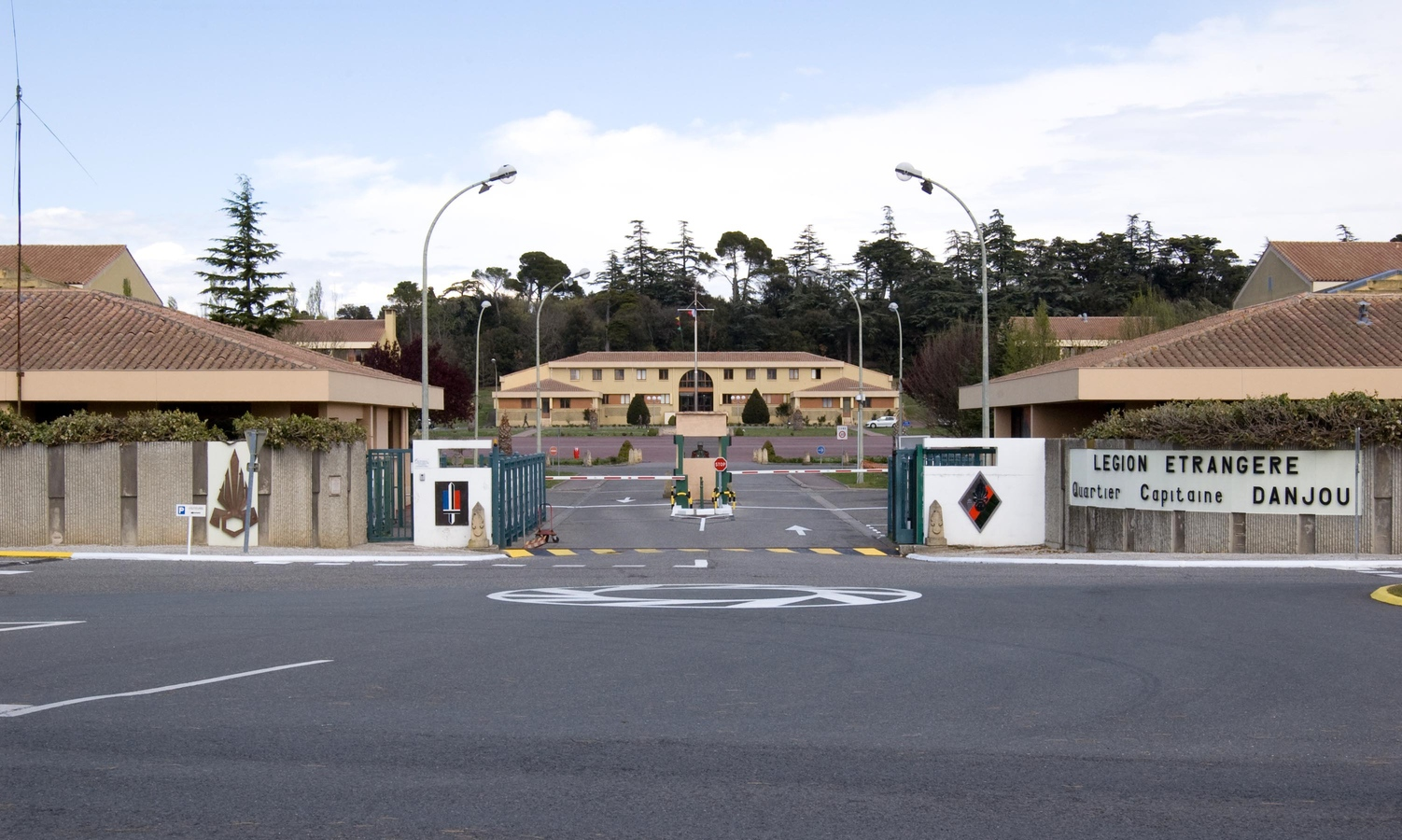
caserne à Castelnaudary

C'est dans cette unité que sont formés les engagés volontaires, au cours d'un cycle de dix-sept semaines au sein de l'une des CEV (compagnies d'engagés volontaires). Il s'agit notamment pour ces étrangers d'apprendre le français par le biais de la méthode « Képi blanc » autrefois et « Mauger » aujourd'hui. En binômes ou trinômes (en fonction du nombre de francophones), dont un francophone, les futurs légionnaires acquièrent les bases du français sans jamais recourir à leur langue maternelle.
Après avoir rejoint leurs corps d'affectation, ils reviendront encore au « creuset de la Légion » pour y suivre éventuellement une formation de spécialiste (cuisinier, infirmier, auxiliaire sanitaire, transmetteur, informaticien, mécanicien, moniteur de sport, secrétaire, moniteur de conduite) à la CIS (compagnie d'instruction des spécialistes).
Ensuite, au cours de leur premier contrat, ils reviendront effectuer la FGE (formation générale élémentaire) afin de gagner leurs galons de caporal et, pour les meilleurs, la FG1 (formation générale de 1er degré) qui leur ouvrira la carrière de sous-officier. Ces formations de cadres, de même que la formation de spécialiste 1er degré de combattant et la préparation à la formation générale de 2e degré, sont effectuées à la CIC (compagnie d'instruction des cadres).

## Création et dénominations
Le régiment est créé le 15 novembre 1920 à Marrakech, au Maroc.
Dissous en 1940, le régiment est recréé en 1941 sous l'appellation de 4e demi-brigade de la Légion étrangère.
En 1948, il reprend le nom de 4e régiment étranger d'infanterie.
Le 25 avril 1964, le régiment est dissous, à l'issue de la fermeture du site d'essais nucléaires français de Reggane.
En 1976, le GILE (groupement d'instruction de la Légion étrangère) est déplacé à Castelnaudary et prend le nom de RILE (régiment d'instruction de la Légion étrangère) le 1er septembre 1977. Il reçoit alors la garde du drapeau du 4e RE.
Le 4e régiment étranger est recréé le 1er juin 1980.

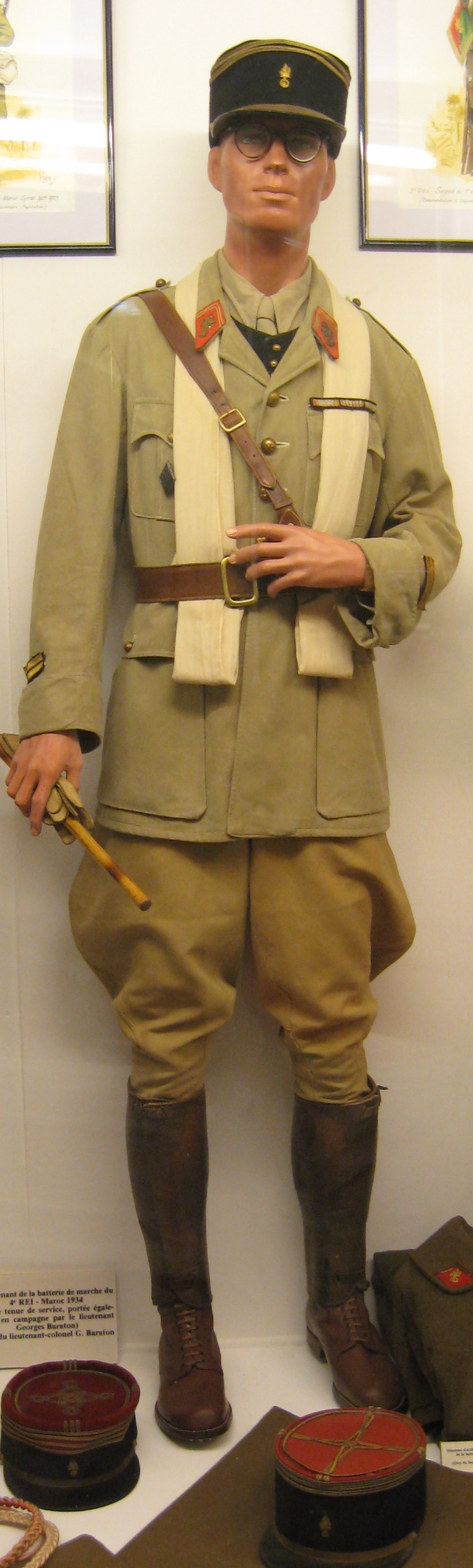
Lieutenant du 4e REI en 1934

## Liste des chefs de corps
- 1948-1950 : lieutenant-colonel Gabriel Bablon
- 1980 : lieutenant-colonel Jean
- 1981 : colonel  Latournerie
- 1983 : lieutenant-colonel Colcomb[a]
- 1985 : lieutenant-colonel Kreher[b]
- 1987 : colonel Seignez[b]
- 1989 : colonel Grail[a]
- 1991 : colonel Dureau[b]
- 1993 : colonel Pinard-Legry[b]
- 1995 : colonel Buffeteau
- 1997 : colonel Pichot de Champfleury[a]
- 1999 : colonel Barbaud[a]
- 2001 : colonel Thiebault[b]
- 2003 : colonel Kotchine[b]
- 2005 : colonel Roqueplo
- 2007 : colonel Pau[b]
- 2009 : colonel Mistral[b]
- 2011 : colonel Talbourdel
- 2013 : colonel Lobel
- 2015 : colonel Dufour
- 2017 : colonel de Roffignac
- 2019 : lieutenant-colonel Capdeville
- 2021 : colonel Hamann
- 2023 : colonel Montull
- 2025 : colonel Delhumeau

## Historique des garnisons, campagnes et batailles

### Seconde Guerre mondiale
Stationné au Maroc jusqu'en 1940, il y mène une mission de pacification, gagnant ainsi la dénomination de « régiment du Maroc ».
C'est ainsi qu'il participe de 1925 à 1939 à la construction de la route du col du Tchika (Tizi n'Tichka).
En 1943, il est engagé, sous le nom de 1er régiment étranger d'infanterie motorisée, dans les combats d'Afrique du Nord.
Au cours de la campagne de Tunisie, le régiment est décoré de la Croix de guerre 1939-1945.

### Après-guerre
Alors que l'un de ses bataillons, intégré au sein du 5e REI, prend part à la guerre d'Indochine, le régiment retrouve le Maroc.
Le 2e bataillon participe à la répression de l'insurrection malgache de 1947.
Dans les années 1950, il assure pour la première fois une mission de formation pour les unités destinées à combattre en Extrême-Orient.Il concourt au maintien de l'ordre le long des frontières algéro-tunisiennes lors de la guerre d’Algérie.
En 1963, après le cessez-le-feu, il se voit confier la mission d'assurer la sécurité du site de Reggane au cœur du Sahara, où se forge l'armement nucléaire français. L'évacuation du site par la France entraîne sa dissolution en 1964.
Quelques années plus tard, c'est le groupement d'instruction de la Légion étrangère (GILE) qui hérite de la mission de former l'ensemble des corps de Légion. Le GILE est tout d'abord stationné en Corse, à Corte, avant d'être transféré en 1976 à Castelnaudary.

### Le régimentaujourd'hui[Quand?]

#### Missions
Le régiment a la mission d'assurer :
- la formation initiale de tous les engagés volontaires de la Légion étrangère ;
- la formation des spécialistes de niveau élémentaire, 1er degré et 2e degrés dans les branches combat, sport, transmissions, santé, administration, instruction conduite, maintenance auto et télécommunications, informatique, etc.;
- assurer la formation des cadres de la Légion étrangère (formation générale élémentaire, de 1er et 2e degrés).

#### Organisation
Le 4e régiment étranger est articulé en 6 compagnies d'effectifs très variables et aux spécialités bien établies. Le régiment compte un peu plus de 500 permanents.
- La CCS ou compagnie de commandement et des services, regroupe tous les services nécessaires au bon fonctionnement de la vie quotidienne de l'unité (cuisines, infirmerie, ateliers mécaniques, casernement, etc.).
- 3 CEV ou compagnie d'engagés volontaires. Elles assurent la formation initiale de tous les jeunes engagés. Le cycle d'instruction de 17 semaines débute systématiquement par un passage d'un mois en ferme où le jeune légionnaire fait l'apprentissage du français, du métier de soldat et de la vie de groupe.
- La CIC ou compagnie d'instruction des cadres. C'est la compagnie qui forme les futurs caporaux et les futurs sergents de la  Légion étrangère. Elle forme aussi les futurs chefs de groupe d'infanterie blindée et encadre les sous-officiers plus anciens au cours de la formation générale de 2e degré.
- La CIS ou compagnie d'instruction des spécialistes. Elle forme les futurs spécialistes de tous les régiments de Légion dans les domaines autres que le "métier" du régiment, infanterie, cavalerie ou génie. Elle intègre aussi le centre de formation des conducteurs de la Légion étrangère.

#### Matériels
Régiment de formation, le 4e RE ne dispose pas de matériels majeurs. En revanche, il a en son sein des installations adaptées à l'instruction menée : stand de tir fermé, piscine couverte, piste de conduite, nombreuses salles informatiques, gymnase et stade, parcours du combattant, etc.
Le régiment dispose par ailleurs de 4 fermes, soit une par compagnie d'engagés volontaires et une pour la compagnie d'instruction des cadres ainsi qu'un chalet à Formiguères (près de Font-Romeu). Ces fermes permettent un entraînement de qualité, loin des contraintes de la vie de quartier, permettant l'apprentissage de la vie en collectivité.

## Traditions

### Insigne
Le 4e RE garde dans son insigne la Koutoubia de Marrakech et les monts de l'Atlas.

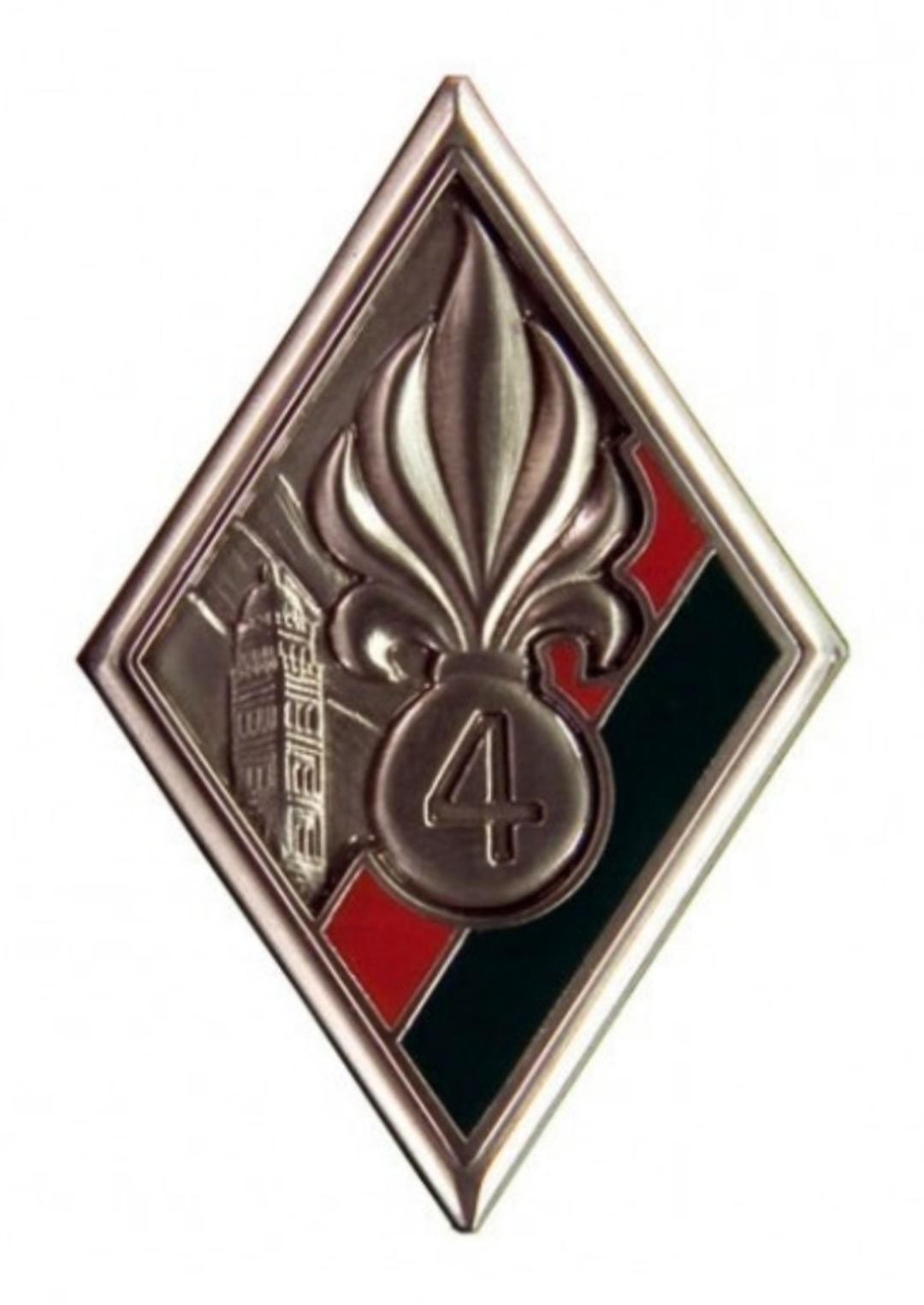
Insigne régimentaire de poitrine du 4e RE

### Devise
"Honneur et fidélité"
"Ad legionem aedificandam" Pour bâtir la légion (devise officiellement adoptée sur autorisation du Commandement de la Légion étrangère, en 2020)

### Faits d'armes et inscriptions sur le drapeau
Il porte, cousues en lettres d'or dans ses plis, les inscriptions suivantes, :
- Camerone 1863
- Maroc 1914-1918-1921-1934
- Djebel Zaghouan 1943
- AFN 1952-1962

### Décorations
- Sa cravate porte la Croix de guerre 1939-1945 avec palme.

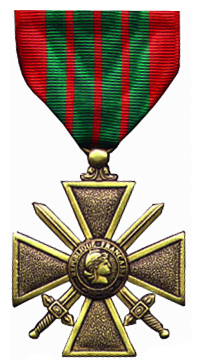
Croix de guerre 39-45

### Personnalités ayant servi au régiment
- Compagnons de la Libération
  - Gabriel Bablon
  - Émile Da Rif
  - Hermann Eckstein
  - Rudolf Eggs
  - Pierre Koenig
  - Édouard Laurent
  - Louis Nicolas
  - Jacques Renard
  - Josef Rysavy

### Marraine
Marie-Laure Buisson (née en 1967) est depuis 2019 la marraine du régiment et légionnaire de 1re classe à titre honoraire, en récompense des actions de solidarité qu'elle a menées pour les blessés et les anciens légionnaires. C'est seulement la deuxième fois dans l'histoire de la Légion, qu'une unité a une marraine, après la princesse Leïla Hagondokoff, comtesse du Luart, marraine du 1er régiment étranger de cavalerie en 1943, en récompense de ses actions et de son dévouement pour les blessés légionnaires durant la Seconde Guerre mondiale.